# Хусби
Хусби (њем. Husby) општина је у њемачкој савезној држави Шлезвиг-Холштајн. Једно је од 134 општинска средишта округа Шлезвиг-Фленсбург. Према процјени из 2010. у општини је живјело 2.233 становника. Посједује регионалну шифру (AGS) 1059127.

## Географски и демографски подаци
Хусби се налази у савезној држави Шлезвиг-Холштајн у округу Шлезвиг-Фленсбург. Општина се налази на надморској висини од 49 метара. Површина општине износи 19,3 km². У самом мјесту је, према процјени из 2010. године, живјело 2.233 становника. Просјечна густина становништва износи 116 становника/km².